# Хемофарм
Хемофа́рм (серб. Hemofarm) — международная фармацевтическая компания.

## История
Компания Хемофарм была основана в 1960 году во Вршаце, где и ныне находится головной офис. В том же году был открыт первый завод, на котором работало 30 человек. Название компании является сочетанием слов «химия» (серб. hemija) и «фармация» (серб. farmacija). В 2006 году компания была приватизирована немецким концерном STADA AG. Президентом компании с 1996 года по сентябрь 2010 года являлся Миодраг Бабич.

## Деятельность
Компания обладает девятью заводами в Сербии, Боснии и Герцеговине, Черногории и России (в Обнинске), а также имеет четырнадцать представительств в различных странах, в том числе одно представительство в Москве. Заводы Хемофарма оборудованы в соответствии со стандартами GMP и GLP, что позволяет ему реализовывать продукцию на рынках Европейского союза и США. Препараты Хемофарма поставляются в 25 стран. Всего компания производит около 350 наименований лекарственных средств в твердых и мягких формах, ампулах, лиофилизатах и других формах (всего более 500). Препараты применяются в области кардиологии, реаниматологии, пульмонологии, аллергологии, неврологии, психиатрии и других терапевтических областях. Среди препаратов, производимых компанией:
- Диклофенак;
- Фамотидин;
- Эналаприл;
- Индапамид;
- Гепатромбин;
- Гепатромбин Г;
- Хемомицин (Азитромицин);
- Энзикс;
- Амоксициллин.

На сербском рынке доля лекарственных препаратов, производимых компанией, в 2003 году занимала 45 %, а в 2004 году — 52,3 %. Согласно финансовому отчёту за 2008 год, численность сотрудников Хемофарма составляла 3 186 человек, а чистая прибыль составила RSD 3 397 418 млрд. (приблизительно € 39,9 млн).

## Дочерние компании и спонсорство
Хемофарм является собственником нескольких сербских компаний, в том числе «ZORKA Pharma» и «Fondacija Hemofarm» (фонд содействия развитию науки, спорта и искусства). Компания также является спонсором баскетбольного клуба Хемофарм.
|                                     |                                        |                        |
| Завод в Обнинске, октябрь 2007 года | Производственный склад завода в Вршаце | Офис компании в Москве |